# ایهور هورباخ
ایهور هورباخ (انگلیسی: Ihor Horbach؛ زادهٔ ۱۱ اوت ۱۹۶۸) ورزشکار واترپلو اهل اوکراین است.

## حرفه
وی همچنین از بازیکنان واترپلو بازی‌های المپیک تابستانی ۱۹۹۶ بوده‌است.